# 拓撲向量空間
拓撲向量空間是泛函分析研究中的一個基本結構。顧名思義就是要研究具有拓撲結構的向量空間。
拓撲向量空間主要都是函數空間，在上面定義的拓撲結構就是函數列收歛的條件。
希爾伯特空間及巴拿赫空間是典型的例子。

## 定義

帶有上述兩個性質的原點的鄰域族唯一確定一個拓撲向量空間。在這個向量空間內的任何其他點的鄰域系統是通過平移獲得的。

一個拓撲向量空間 X 是佈於一個拓撲域 K （通常取實數或複數域）上的向量空間，其上帶有拓撲結構使得向量加法 X × X → X  與純量乘法 K × X → X 為連續映射。
註：某些作者也要求 X 是豪斯多夫空間，更有要求其為局部凸空間者（例如 Fréchet 空間）。一個拓撲向量空間是豪斯多夫空間的充分條件是該空間為 {\displaystyle T_{1}} 空間。
佈於 K 上的拓撲向量空間範疇通常記為 TVSK 或 TVectK，其對象為佈於 K 上的拓撲向量空間，態射則為連續的 K-線性映射。拓撲向量空間的同構是既是同胚也是線性的映射。

## 例子
所有賦範向量空間都是拓撲向量空間的例子。因此所有巴拿赫空間及希爾伯特空間也是這些例子。

### 函數空間
在數學分析中應用的拓撲向量空間主要是函數空間。較常見的例子有：
- {\displaystyle C(X)}：拓撲空間 {\displaystyle X} 上的連續函數空間，其拓撲由一族半範數 {\displaystyle \|f\|:=\sup _{x\in K}|f(x)|} 定義，其中 {\displaystyle K} 遍取 {\displaystyle X} 中的緊子集。
- {\displaystyle C_{0}(X)}：拓撲空間 {\displaystyle X} 上的緊支撐集連續函數空間，拓撲由範數 {\displaystyle \|f\|:=\sup |f(x)|} 定義。
- Lp空間：測度空間 {\displaystyle (X,\mu )} 上滿足 {\displaystyle \int |f|^{p}\mathrm {d} \mu <+\infty } 的函數空間，拓撲由範數 {\displaystyle \|f\|_{p}:=(\int |f|^{p}\mathrm {d} \mu <+\infty )^{1/p}} 定義，其中 {\displaystyle p\in [1,+\infty ]}
- 索伯列夫空間：偏微分方程理論中常用的空間，詳見主條目索伯列夫空間。
- 分佈：一種廣義函數理論，用以定義並研究偏微分方程的廣義解。全體分佈構成一個拓撲向量空間。
- 施瓦兹空間：又稱快速遞減函數空間，定義為 {\displaystyle {\mathcal {S}}\left(\mathbb {R} ^{n}\right):=\{f\in C^{\infty }(\mathbb {R} ^{n})\mid ||f||_{\alpha ,\beta }<\infty \,\forall \,\alpha ,\beta \}}，其中 {\displaystyle \alpha ,\beta } 為多重指標，其中的半範數由 {\displaystyle ||f||_{\alpha ,\beta }=||x^{\alpha }D^{\beta }f||_{\infty }} 給出。此空間的重要性主要在於傅立葉變換理論。

### 積向量空間
當賦予乘積空間後，拓撲向量空間的家族的笛卡兒乘積都是拓撲向量空間．例如，X是f : R → R函數的集合. X可以被乘積空間RR來確定的，並帶有自然的乘積空間．有了這個拓撲，X成了拓撲向量空間，稱呼為逐點收斂的空間．命名的原因是如果(fn) 是X集合內元素的序列而對於所有實數x fn(x)都有一個極限 f(x) ，那麼fn在X集合內有一個極限f．這個空間就是完整但不能賦範．

## 拓撲結構
向量空間對加法構成阿貝爾群，拓撲向量空間的加法逆運算 {\displaystyle v\mapsto -v} 是連續的（因為 {\displaystyle -v=(-1)\cdot v}），因此拓撲向量空間可視為可交換的拓撲群。
特別是：拓撲向量空間是一致空間，因此可以談論完備性、一致收斂與一致連續。向量運算（加法與純量積）是一致連續的，因此拓撲向量空間的完備化仍為拓撲向量空間，原空間在其中是個稠密的線性子空間。
向量運算不只連續，實則還是同胚，因此我們可以從原點附近的一組局部基重構整個空間的拓撲。局部基可由以下兩種開集組成：
- 吸收集：{\displaystyle \forall v\in E\quad \exists \alpha \in \mathbb {R} _{+}^{*}\quad \forall \lambda \in K\quad |\lambda |\leq \alpha \Rightarrow \lambda v\in U}；事實上，原點的任何鄰域都是吸收集。
- 平衡集：{\displaystyle \forall \lambda \in K\quad \forall v\in E\quad |\lambda |\leq 1\Rightarrow \lambda v\in U}

一個拓撲向量空間可度量化的充要條件是：（一）它是豪斯多夫空間（二）原點有一組可數的局部基。
拓撲向量空間之間的線性函數若在某一點連續，則在整個定義域上連續。一個線性泛函連續的充要條件是其核為閉子空間。
有限維向量空間有唯一的豪斯多夫拓撲，因此任何有限維拓撲向量空間都同構於 {\displaystyle K^{n}}（帶上確界範數：{\displaystyle \|(a_{1},\ldots ,a_{n})\|:=\sup |a_{i}|}）。對於豪斯多夫拓撲向量空間，有限維等價於局部緊。

## 拓撲向量空間的種類
在應用中，我們常考慮具有一些附帶拓撲性質的空間，以下是一些常見的種類，大致以其性質之「良好」與否排序。
- 局部凸拓撲向量空間：每一點都有一組由凸集構成的局部基。一個空間是局部緊若且唯若其拓撲可由一組半範數定義。局部緊性對某些「幾何」論證（例如哈恩-巴拿赫定理）至關重要。
- F-空間：由一個具平移不變性的度量定義的完備拓撲向量空間，例子包括Lp空間（p > 0）。
- 弗雷歇空間：局部凸的 F-空間。許多有趣的函數空間都是弗雷歇空間。
- 核空間：使得映至任何巴拿赫空間的有界算子均為核算子的弗雷歇空間。
- 賦範向量空間與半賦範向量空間：顧名思義，即其拓撲由一範數或一族半範數定義的拓撲向量空間。在賦範向量空間中，一算子的連續性等價於有界性。
- 巴拿赫空間：完備賦範向量空間。泛函分析學大部奠基於此。
- 自反巴拿赫空間：使得自然映射 {\displaystyle V\to V^{\wedge \wedge }} 為同構的巴拿赫空間。非自反空間的重要例子之一是 {\displaystyle L^{1}} 空間。
- 希爾伯特空間：拓撲由一內積定義的拓撲向量空間。雖然這類空間可能是無窮維的，大部分有限維上的幾何論證仍可照搬至此。
- 歐幾里得空間：即有限維的豪斯多夫拓撲向量空間。

## 對偶空間
拓撲向量空間 {\displaystyle V} 的連續對偶空間定義為所有連續線性泛函構成的空間 {\displaystyle V^{*}}，其拓撲可定義為使對偶配對 {\displaystyle V^{*}\times _{K}V\to K:(\lambda ,v)\mapsto \lambda (v)} 為連續映射的最粗拓撲（稱為弱-*拓撲）。當 {\displaystyle V} 為巴拿赫空間時， 可以藉算子範數在 {\displaystyle V^{*}} 上定義更細的拓撲，然而弱-*拓撲具有一些緊緻性定理（巴拿赫-阿劳格鲁定理），因而在應用中仍相當重要。

## 文獻
- A Grothendieck: Topological vector spaces, Gordon and Breach Science Publishers, New York, 1973. ISBN 978-0-677-30020-7
- G Köthe: Topological vector spaces. Grundlehren der mathematischen Wissenschaften, Band 159, Springer-Verlag, New York, 1969. ISBN 978-0-387-04509-2
- Schaefer, Helmuth H. . New York: Springer-Verlag. 1971. ISBN 978-0-387-98726-2.
- Lang, Serge. . Reading, Mass.–London–Don Mills, Ont.: Addison-Wesley Publishing Co., Inc. 1972.
- F Trèves: Topological Vector Spaces, Distributions, and Kernels, Academic Press, 1967. ISBN 978-0-486-45352-1.